# Odolina
Odolina – wieś w Słowenii, w gminie Hrpelje-Kozina. Miejscowość obecnie jest niezamieszkana.